# 凱瑟琳·瓦倫特
凯瑟琳·摩根·瓦伦特（Catherynne Morgan Valente，1979年5月5日—）是一位美国小说作家、诗人和文学评论家。她創作了不少推想虚构作品。2011年，她的作品位列紐約時報暢銷書榜第8位。2012年，瓦伦特赢得了三项軌跡獎。